# Wizards of Waverly Place (seizoen 2)
Het tweede seizoen van Wizards of Waverly Place werd uitgezonden op Disney Channel van 6 december 2009 tot 17 augustus 2010. Het seizoen gaat over de Russo kinderen, Alex Russo (Selena Gomez), Justin Russo (David Henrie) en Max Russo (Jake T. Austin), die blijven strijden om de grootste tovenaar in hun familie te worden. Andere hoofdrollen in de serie worden vervuld door Maria Canals Barrera en David DeLuise als de ouders van de kinderen, Theresa en Jerry. Jennifer Stone speelt de beste vriendin van Alex, Harper Finkle.

## Afleveringen
- Selena Gomez en David Henrie spelen in alle afleveringen.
- Jake T. Austin miste 1 aflevering door de opnames van de film Rio.
- Jennifer Stone miste 3 afleveringen.
- Maria Canals Barrera miste 7 afleveringen door de opnames van Camp Rock
- David DeLuise miste 5 afleveringen door de opnames van Last Call.

| №  |    | Titel                                   | Uitzenddatum      | Uitzenddatum &   |
| -- | -- | --------------------------------------- | ----------------- | ---------------- |
| 22 | 1  | "Smarty Pants"                          | 12 september 2008 | 6 december 2009  |
| 23 | 2  | "Beware wolf"                           | 21 september 2008 | 13 december 2009 |
| 24 | 3  | "Graphic Novel"                         | 5 oktober 2008    | 20 december 2009 |
| 25 | 4  | "Racing"                                | 12 oktober 2008   | 6 februari 2010  |
| 26 | 5  | "Alex's Brother, Maximan"               | 19 oktober 2008   | 13 februari 2010 |
| 27 | 6  | "Saving WizTech Part 1"                 | 26 oktober 2008   | 13 maart 2010    |
| 28 | 7  | "Saving WizTech Part 2"                 | 26 oktober 2008   | 20 maart 2010    |
| 29 | 8  | "Harper Knows"                          | 23 november 2008  | 20 februari 2010 |
| 30 | 9  | "Taxi Dance"                            | 7 december 2008   | 27 februari 2010 |
| 31 | 10 | "Baby Cupid"                            | 14 december 2008  | 27 maart 2010    |
| 32 | 11 | "Make It Happen"                        | 31 december 2008  | 23 mei 2010      |
| 33 | 12 | "Fairy Tale"                            | 25 januari 2009   | 18 april 2010    |
| 34 | 13 | "Fashion Week"                          | 15 februari 2009  | 2 mei 2010       |
| 35 | 14 | "Helping Hand"                          | 16 februari 2008  | 9 mei 2010       |
| 36 | 15 | "Art Teacher"                           | 1 maart 2009      | 25 april 2010    |
| 37 | 16 | "Future Harper"                         | 15 maart 2009     | 10 april 2010    |
| 38 | 17 | "Alex Does Good"                        | 5 april 2009      | 3 april 2010     |
| 39 | 18 | "Hugh's Not Normous"                    | 12 april 2009     | 14 augustus 2010 |
| 40 | 19 | "Don't Rain On Justin's Parade"         | 19 april 2009     | 3 september 2010 |
| 41 | 20 | "Family Game Night"                     | 26 april 2009     | 16 mei 2010      |
| 42 | 21 | "Justin's New Girlfriend"               | 2 mei 2009        | 6 juni 2010      |
| 43 | 22 | "My Tutor, Tutor"                       | 29 mei 2009       | 27 augustus 2010 |
| 44 | 23 | "Paint By Committee"                    | 26 juni 2009      | 1 oktober 2010   |
| 45 | 24 | "Wizard For a Day"                      | 10 juli 2009      | najaar 2010      |
| 46 | 25 | "Cast-Away (To Another Show)"           | 17 juli 2009      | 30 mei 2010      |
| 47 | 26 | "Wizards vs. Vampires on Waverly Place" | 24 juli 2009      | 3 juni 2010      |
| 48 | 27 | "Wizards vs. Vampires: Tasty Bites"     | 31 juli 2009      | 24 augustus 2010 |
| 49 | 28 | "Wizards vs. Vampires: Dream Date"      | 7 augustus 2009   | 27 juni 2010     |
| 50 | 29 | "Wizards & Vampires vs. Zombies"        | 8 augustus 2009   | 31 mei 2010      |
| 51 | 30 | "Retest"                                | 21 augustus 2009  | 17 augustus 2010 |